# Església dels Set Apòstols
L'Església dels Set Apòstols (en hebreu: כנסיית השליחים) és una església ortodoxa grega que es troba en la riba del Mar de Galilea, prop de Cafarnaüm (Kfar Najum) a Israel. L'Església marca l'indret on se situava l'antic llogaret de Cafarnaüm, que és un lloc important en el cristianisme. El poble s'esmenta amb freqüència en els Evangelis i va ser el lloc de treball principal de Jesús durant el seu ministeri a Galilea. Es coneix aquest indret com la ciutat de Jesús i com un lloc a on va viure. Es creu que va ser en la sinagoga de Cafarnaüm el lloc a on hauria començat a predicar. Aquesta església està dedicada als set apòstols, com s'esmenta en l'Evangeli de Joan.